# Кудрявцев, Александр Абакарович
Алекса́ндр Абака́рович Кудря́вцев (род. 2 октября 1941 или 1941, Махач-Кала) — советский и российский археолог, заведующий кафедрой археологии и региональной истории (ныне — зарубежной истории, политологии и международных отношений) исторического факультета СГУ, доктор исторических наук, профессор, заслуженный деятель науки Российской Федерации (2002).

## Биография
Родился в Махачкале 2 октября 1941 года, отец аварец, мать русская. Взял фамилию матери.
В 1969 году окончил Ташкентский государственный университет и приступил к работе в Институте истории, языка и литературы Дагестанского филиала АН СССР. В 1970 году назначен начальником Дербентской археологической экспедиции Дагестанского филиала АН СССР. В 1975 году состоялась защита кандидатской, а в 1984 — докторской диссертации. В 1994 году ему присуждается ученое звание: профессор. Более 25 лет руководил археологическими исследованиями одного из древнейших городов России — Дербента. С 1997 года занимает должность заведующего кафедрой археологии и региональной истории СГУ.

## Научная карьера
Отмечается, что проведённые под его руководством исследования «открыли совершено новые страницы истории Дербента, удревнив её начальные этапы более чем на 3,5 тысяч лет». В 1995 году, перейдя на работу в СГУ, возглавил раскопки Татарского городища — одного из крупнейших археологических памятников Центрального Предкавказья. В результате этой работы были обнаружены новые уникальные виды погребальных сооружений. Это открытие помогло лучше понять сложные процессы симбиоза местных северокавказских земледельческих и пришлых кочевых культур. Кроме того результаты раскопок позволили обнаружить факты ассимиляции и «оседания на землю» кочевого скифского населения.
Перейдя на работу в СГУ, он стал инициатором создания научных направлений: «История формирования северокавказского города и генезис городской цивилизации» и «Возникновение оседлоземледельческих и кочевых культур Северного Кавказа». Эти исследования изучают симбиоз и трансформацию местных и пришлых культурных традиций, а также контакты и взаимовлияния северокавказского населения с кочевыми племенами степей Евразии.
Благодаря исследованиям Кудрявцева Дербент включён в список памятников мирового культурного наследия ЮНЕСКО.
В 2023 году Кудрявцев возглавил Центр археологии, созданный на базе филиала Дагестанского госуниверситета  в Дербенте.
Подготовил 9 кандидатов наук, консультировал 2 докторов наук.
Автор более 380 научных публикаций и учебно-методических работ.

## Основные труды
- Кудрявцев А. А. Город, неподвластный векам. — Махачкала: Даг. кн. изд-во, 1976. — 144 с. — 3000 экз.
- Древний Дербент. М., 1982.
- Кудрявцев А.А. Древний Дербент / АН СССР. — М.: Наука, 1982. — 173 с. — (Научно-популярная серия). — 120 000 экз. (обл.)
- Кудрявцев А. А. Derbend // Ensyclopadia Iranica. — New York, 1992. Columbia Universiti.
- Кудрявцев А. А. Феодальный Дербент: пути и закономерности развития города в VI — сер. XIII в.. — М.: Наука, 1993. — 320 с.
- Кудрявцев А. А. The collection of classical pottery held in the stavropol museum of lokal history // Аncient civilizations from Scythia to Siberia: An Internaqtional Journal jf Comparative Studies in History and Archaeology. Vol 6. No 1-2. Leiden; Boston; Koln, 1999.
- Кудрявцев А. А. История: учебное пособие для вузов. — Ростов-на-Дону: Изд-во «Феникс», 2000. — 605 с. (в соавторстве).
- Kudrjavcev А. А. Archäologische Unterwasser-untersuchungen an der Küste von Darband // Archäologische mitteilungen Aus Iran und Turan. Band 33. — Berlin, 2001. C. 333—356.
- Кудрявцев А. А. Подводные археологические исследования в акватории г. Дербента // Проблемы истории, филологии и культуры. Сборник научных статей. — Москва — Магнитогорск, 2004.
- Кудрявцев А. А. О влиянии переднеазиатских градостроительных традиций на формирование оборонительной архитектуры древнего Дербента // Линии судьбы. Грани прошлого: гипотезы, парадоксы, открытия. — М., 2007.